# Bahornica
Bahornica (lat. Circaea), biljni rod iz porodice vrbolikovke kojemu pripada desetak vrsta trajnica i 8 hibrida raširenih po gotovo cijeloj Euroaziji i Sjevernoj Americi. U Hrvatskoj je najčešća velika ili obična bahornica (C. lutetiana) u vlažnim nizinskim i gorskim šumama, te nešto rjeđa alpska ili planinska bahornica (C. alpina).
Circaea ×intermedia je hibrid (C. alpina x C. lutetiana) koji se danas uzgaja u Europi (uključujući Hrvatsku) i Sjevernoj Americi

## Vrste
1. Circaea alpina L.
2. Circaea canadensis (L.) Hill
3. Circaea cireniana S. S. Ying
4. Circaea cordata Royle
5. Circaea erubescens Franch. & Sav.
6. Circaea glabrescens (Pamp.) Hand.-Mazz.
7. Circaea hsuehshanensis S. S. Ying
8. Circaea lalashanensis S. S. Ying
9. Circaea lutetiana L.
10. Circaea mollis Siebold & Zucc.
11. Circaea repens Wall.
12. Circaea ×decipiens Boufford
13. Circaea ×dubia H. Hara
14. Circaea ×intermedia Ehrh.
15. Circaea ×mentiens Boufford
16. Circaea ×ovata (Honda) Boufford
17. Circaea ×skvortsovii Boufford
18. Circaea ×sterilis Boufford
19. Circaea ×taronensis H. Li